# 巴拉湖
52°53′N 3°38′W / 52.883°N 3.633°W

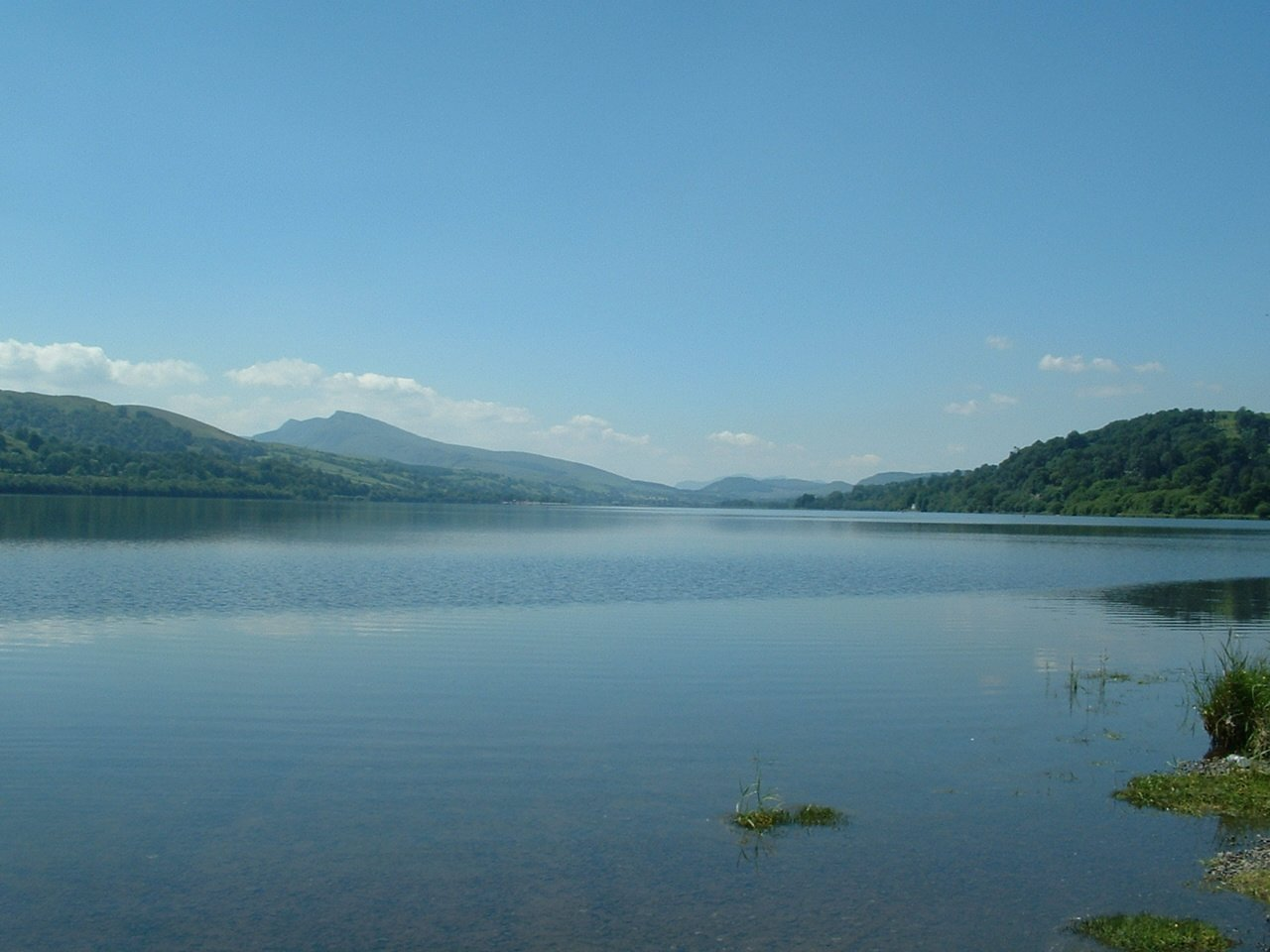

巴拉湖是威爾斯的湖泊，長5.95公里、寬1公里，面積4.84平方公里，最大水深42米，是白斑狗魚、鯉魚、河鱸、鱒魚和歐洲鰻鱺的棲息地，該湖是熱門的旅遊地點。

## 外部連結
- Bala Lake
- Bala Lake Illustrated Guide（页面存档备份，存于）
- www.geograph.co.uk : photos of Bala Lake and surrounding area